# The Freddie Mercury Tribute Concert
The Freddie Mercury Tribute Concert byl koncert, který se uskutečnil na velikonoční pondělí, 20. dubna 1992 ve Wembley, v Londýně a byl vysílán do celého světa. Koncert byl poctou zpěvákovi skupiny Queen, Freddie Mercurymu a výtěžek byl věnován na výzkum AIDS. Šlo také o poslední vystoupení Johna Deacona s Queen (v roce 1997 ale vystoupil s Brianem Mayem, Rogerem Taylorem a Eltonem Johnem). Ze zisků z koncertu byla založena charitativní organizace The Mercury Phoenix Trust.

## Historie
Po smrti Freddie Mercuryho v listopadu 1991 přišli zbývající členové Queen s nápadem zorganizovat koncert na Freddieho počest, a také vydělat peníze na výzkum AIDS a rozšířit povědomí o této nemoci.
Při udílení Brit awards v únoru 1992 Brian May a Roger Taylor oznámili svůj záměr veřejnosti. Když se poté začaly prodávat vstupenky, všech 72 000 se jich prodalo během dvou hodin, přestože nebyli zatím oznámeni žádní účastníci kromě zbývajících členů Queen.

## Koncert
Koncert začal krátkými vystoupeními kapel, které ovlivnila hudba Queen, mezi nimi byli Metallica, Extreme, Def Leppard a Guns N' Roses. Mezi kapelami byly promítány videoklipy o Freddiem, zatímco se na pódiu připravovalo další vystoupení.
V druhé části koncertu se představili zbývající členové Queen, Roger Taylor, John Deacon a Brian May spolu se zpěváky a kytaristy, kterými byli Roger Daltrey, Tony Iommi, James Hetfield, Elton John, George Michael, Seal, David Bowie, Robert Plant, Axl Rose, Liza Minnelliová a další.

## Koncert na VHS a DVD
Koncert byl původně vydán na VHS, ale v důsledku časového omezení byly vynechány poslední dvě písně od Extreme, první dvě od Def Leppard, celé vystoupení Spinal Tap a píseň „Innuendo“.
Na DVD byl koncert vydán v dubnu 2002 a na britském žebříčku se dostal na první místo. DVD se ale dostalo pod ostrou kritiku, protože neobsahovalo první část koncertu. Stejně jako VHS verze, neobsahuje na přání Roberta Planta ani DVD píseň Innuendo, protože Plant tvrdí, že jeho hlas byl ve špatném stavu. Kromě toho byla nahrávka ořezána z originálního formátu 4 : 3 na širokoúhlý 16 : 9.

## Vystoupení
- Metallica – Enter Sandman, Sad But True, Nothing Else Matters
- Extreme – Queen Medley, Love Of My Life, More Than Words
- Def Leppard – Animal, Let's Get Rocked, Now I'm Here (w/Brian May)
- Bob Geldof – Too Late God
- Spinal Tap – The Majesty of Rock
- Guns N' Roses – Paradise City, Only Women Bleed (intro), Knockin' On Heaven's Door
- Elizabeth Taylor – Speech

### S Queen
- Queen a Joe Elliott/Slash – Tie Your Mother Down
- Queen a Roger Daltrey/Tony Iommi – Heaven and Hell (intro), Pinball Wizard (intro), I Want It All
- Queen a Zucchero – Las Palabras de Amor
- Queen a Gary Cherone (a Tony Iommi) – Hammer to Fall
- Queen a James Hetfield (a Tony Iommi) – Stone Cold Crazy
- Queen a Robert Plant – Innuendo (s části písně Kashmir), Thank You (intro), Crazy Little Thing Called Love
- Queen (Brian May a Spike Edney) – Too Much Love Will Kill You
- Queen a Paul Young – Radio Ga Ga
- Queen a Seal – Who Wants to Live Forever
- Queen a Lisa Stansfield – I Want to Break Free
- Queen a David Bowie/Annie Lennox – Under Pressure
- Queen a Ian Hunter/David Bowie/Mick Ronson/Joe Elliot/Phil Collen – All the Young Dudes
- Queen a David Bowie/Mick Ronson – Heroes/The Lord's Prayer
- Queen a George Michael – ’39
- Queen a George Michael/Lisa Stansfield – These Are the Days of Our Lives
- Queen a George Michael – Somebody to Love
- Queen a Elton John/Axl Rose – Bohemian Rhapsody
- Queen a Elton John (a Tony Iommi) – The Show Must Go On
- Queen a Axl Rose – We Will Rock You
- Queen a Liza Minnelliová/Cast – We Are the Champions

### Doprovodní hudebníci
Queen také doprovázeli tito hudebníci:
- Spike Edney – klávesy, doprovodný zpěv
- Mike Moran – piano u „Who Wants To Live Forever“ a „Somebody To Love“
- Josh Macrae – bicí při některých skladbách Queen
- Chris Thompson – doprovodný zpěv, akustická kytara u „I Want It All“, „Crazy Little Thing Called Love“ a „Heroes“, doprovodné bicí
- Maggie Ryder – doprovodný zpěv
- Miriam Stockley – doprovodný zpěv
- The London Community Gospel Choir – doprovodný zpěv u „Somebody To Love“ and „We Are The Champions“